# Marcantonio Stiffi
Antonio Stiffi, noto anche con lo pseudonimo di Marcantonio (Lecce, 26 gennaio 1967), è un ex bobbista italiano.

## Biografia
Atleta del Gruppo Sportivo Fiamme Gialle, venne selezionato per entrare a far parte della Nazionale di bob dell'Italia.
Nella Coppa del Mondo di bob 1991 conquistò il secondo posto nella gara di Winterberg con il bob a quattro pilotato da Pasquale Gesuito con Antonio Tartaglia e Paolo Canedi.
Partecipò alle Olimpiadi di Albertville 1992 dove giunse al 15º posto nel bob a quattro.
Ai giochi invernali di Lillehammer 1994 chiuse al 22º posto nel bob a quattro.
Ai Campionati italiani di bob vinse otto medaglie: nel bob a due vinse due argenti argento nel 1992 e 1997; nel bob a quattro vinse quattro ori nel 1995, 1996, 2000 e 2002 e due argenti nel 1997 e 1998